# Mount Fairweather
A Mount Fairweather a világ egyik legmagasabb part menti hegysége Kanadában (4671 m), a Csendes-óceán keleti partjánál, az Amerikai Egyesült Államok határánál.
A hegyet James Cook kapitány nevezte el 1778-ban, valószínűleg azért, mert éppen jó idő volt a hegység területén. 
A hegyet először Allen Carpé és Terris Moore mászta meg 1931-ben.
A neve ellenére a Mount Fairweathernél általában mostoha időjárási viszonyok uralkodnak. Az évi csapadék 2540 mm, mely főleg hó, a hőmérséklet átlagosan -46 °C körül van.